# 鈴木晴久
鈴木 晴久（すずき はるひさ、10月28日 - ）は、日本の男性声優。岐阜県出身。フリー。

## 人物
東京メディアアカデミー（現：東京声優アカデミー）の声優養成科を卒業後、賢プロダクション付属の声優養成所スクールデュオ12期卒業。2012年4月から2017年3月31日まで賢プロダクションに所属していた。
趣味・特技はソフトテニス。

## 後任
2017年に賢プロダクションを退所して以降は、新規の出演作品は確認されていない。持ち役を引き継いだ声優は以下の通り。
| 後任       | 役名     | 概要作品                      | 後任の初担当作品      |
| ---------- | -------- | ----------------------------- | --------------------- |
| 梅田修一朗 | ラヴィエ | 『うたわれるもの 二人の白皇』 | 『うたわれるもの斬2』 |

## 出演

### テレビアニメ
2011年
- THE IDOLM@STER（観客F）

2012年
- 黄昏乙女×アムネジア（男子生徒）
- ブラック★ロックシューター
- マギ The labyrinth of magic（スライムA）

2013年
- ささみさん@がんばらない（観客）
- サムライフラメンコ（澤田灰司）
- たまゆら 〜もあぐれっしぶ〜（中学生）
- ダンボール戦機WARS（浜岬タイガ、ロシウス生徒）
- 爆TECH!爆丸 ガチ（タラン）
- 魔界王子 devils and realist（生徒）

2014年
- 神々の悪戯（男子生徒B）
- ガンダムビルドファイターズトライ（ニシカワ・ショータ、シキ・ノブヤ）
- ダイヤのA（大田功）
- 幕末Rock（正義隊）
- 魔法科高校の劣等生（観客）

2015年
- うしおととら（生徒A）
- かみさまみならい ヒミツのここたま（井上）
- トライブクルクル（ネムネム）
- バトルスピリッツ 烈火魂＜バーニングソウル＞（小白河景虎、舎弟A）
- 乱歩奇譚 Game of Laplace（警官、男子生徒）

2016年
- 少女たちは荒野を目指す（客B）
- バトルスピリッツ ダブルドライブ（神官、客B、神官B、町民B、猿面バトラー、若者B）
- 境界のRINNE（黒猫C）

2017年
- 弱虫ペダル NEW GENERATION（箱根学園部員、総北高校部員、選手、観客）

### OVA
- ハンツー×トラッシュ（2015年、塩田）
- 機動戦士ガンダム THE ORIGIN（2016年 - 2018年、学生、ドアマン、カル） - 2019年に再編集作品『THE ORIGIN 前夜 赤い彗星』テレビ放送

### ゲーム
- ダンボール戦機ウォーズ（2013年、浜岬タイガ）
- うたわれるもの 二人の白皇（2016年、ラヴィエ）
- SDガンダム GGENERATION GENESIS（2016年、一般兵）

### 吹き替え
- GRIMM/グリム（クイン）
- ミス・ペレグリンと奇妙なこどもたち（ヒュー）
- ヤング・ジャスティス（インパルス）